# Sajegorjewski
Sajegorjewski (russisch Заегорьевский) ist ein Weiler (chutor) in der Oblast Kursk in Russland. Er gehört zum Rajon Medwenka und zur Landgemeinde (selskoje posselenije) Wyschnereuttschanski selsowjet.

## Geographie
Der Ort liegt gut 38 km Luftlinie südwestlich des Oblastverwaltungszentrums Kursk im südwestlichen Teil der Mittelrussischen Platte, 10 km südwestlich des Rajonverwaltungszentrums Medwenka sowie 6,5 km vom Sitz des Dorfsowjet – Werchni Reutez und 54 km von der Grenze zwischen Russland und der Ukraine entfernt im Becken des Reutez (linker Nebenfluss des Reut im Becken des Seim).

### Klima
Das Klima im Ort ist wie im Rest des Rajons kalt und gemäßigt. Es gibt während des Jahres eine erhebliche Niederschlagsmenge. Dfb lautet die Klassifikation des Klimas nach Köppen und Geiger.

## Bevölkerungsentwicklung
| Jahr | Einwohner |
| ---- | --------- |
| 2002 | 2         |
| 2010 | ▼0        |

Anmerkung: Volkszählungsdaten

## Verkehr
Sajegorjewski liegt 12,5 km von der Fernstraße föderaler Bedeutung M2 „Krim“ (ein Teil der Europastraße E105), 2,5 km von der Straße interkommunaler Bedeutung 38N-185 (M2 „Krim“ – Gachowo) und 28 km vom nächsten Bahnhof Djakonowo (Eisenbahnstrecke Lgow-Kijewskij – Kursk) entfernt.
Der Ort liegt 94 km vom internationalen Flughafen von Belgorod entfernt.